# Millard Fillmore
Millard Fillmore (født 7. januar 1800, død 8. marts 1874) var USA's 13. præsident, 1850 – 1853, og den sidste fra Whig-partiet på posten. Som vicepræsident efterfulgte han Zachary Taylor, der døde af akut mavekatar, og blev på den måde den anden amerikanske vicepræsident, der overtog præsidentposten på den måde. Fillmore blev ikke nomineret for Whig-partiet i 1852, og i 1856 tabte han valget som kandidat for Know Nothing-partiet, så han nåede kun at sidde resten af Taylors periode; han blev aldrig selv valgt til posten.